# حيدر أباد العليا (لوداب)
حیدر أباد العلیا (بالفارسية: حیدرآباد علیا) هي قرية تقع في إيران في قسم لوداب الريفي. يقدر عدد سكانها بـ 430 نسمة .